# 大学入学指定科目考試
大学入学指定科目考試（だいがくにゅうがくしていかもくこうし）、略称指考は、台湾で実施されていた試験制度のひとつであり、台湾の大学の共通入学試験である。大学入学考試中心（中国語: 大學入學考試中心）（大考中心）が試験を実施し、受験資格は台湾の高校3年生、卒業生或いは同等の学力を有す者となっている。
台湾では、高校生向けの大学入試システムは二種類がある。一つ目は大学学科能力測験(共通テストに相当)を参加し、その試験の結果を利用して各大学に出願し、各大学の二次試験を参加する。二つ目は大学入学指定科目考試を参加し、その結果を利用して各大学に出願する。大学側はこの試験の結果のみで合否を判定する。
最初の指考は2002年（民国91年）に実施し、最終回は2021年。2022年以降は、大學入学分科試験（中国語: 大學入學分科測驗）に置き換わる。

## 試験目標
指考の試験目標は下記の4点とされる。
1. 重要な知識についての理解を見る
2. 資料を解析し、判断する能力の有無を見る。
3. 自分の考え方を他人に伝える能力の有無を見る。
4. 知識を応用する能力の有無を見る。

## 試験科目と試験形式
現在指考の試験科目は下記の通りである。参加者は志望する大学の学部が指定した科目を選択して受験する。
1. 国文(中国文学)
2. 英語
3. 数学甲(理系数学)
4. 数学乙(文系数学)
5. 歴史
6. 地理
7. 公民と社会
8. 物理
9. 化学
10. 生物

全ての科目はマークシート式の問題と記述式の問題があり、マークシート問題の中は正しい選択肢はひとつ以上の問題もある。
全ての科目の満点は100点である。

## 出題範囲と試験時間
| 科目       | 範囲                                                                    | 試験時間 |
| ---------- | ----------------------------------------------------------------------- | -------- |
| 国文       | 国文(1)～国文(6)                                                        | 80分     |
| 英語       | 英語(1)～英語(6)                                                        | 80分     |
| 数学甲     | 数学(1)～数学(4)、数学(Ｉ)、数学(ＩＩ) 方程式、関数、行列、微積分に限る | 80分     |
| 数学乙     | 数学(1)～数学(4)、数学(Ｉ) 多項式、確率、統計、行列に限る               | 80分     |
| 歴史       | 歴史(1)~(4)、選択歴史                                                   | 80分     |
| 地理       | 地理(1)~(4)、選択応用地理                                               | 80分     |
| 公民と社会 | 公民と社会(1)~(4)、選択公民と社会                                       | 80分     |
| 物理       | 基礎物理、物理(1)~(2)、選択物理                                         | 80分     |
| 化学       | 基礎化学、化学(1)~(2)、選択化学                                         | 80分     |
| 生物       | 基礎生物、生物(1)~(2)、選択生物                                         | 80分     |

試験の実施日程は7月1日～7月3日に定められている。ただし、2020年と2021年の試験はコロナウイルス感染症のため、延期することにした。
| 日期   | 1 （午前） | 2 （午前） | 3 （午後） | 4 （午後） |
| ------ | ---------- | ---------- | ---------- | ---------- |
| 7月1日 | 物理       | 化学       | 生物       | --         |
| 7月2日 | 数学乙     | 国文       | 英語       | 数学甲     |
| 7月3日 | 歴史       | 地理       | 公民と社会 | --         |